# Акустическое реле
Акустическое реле (англ. acoustic relay) — реле, реагирующее на изменение акустических величин (частоты, давления), акустических колебаний, или акустических характеристик материалов (коэффициент поглощения, коэффициент отражения и т.п.).
Существуют акустические реле, основанные на  механическом, электрическом, тепловом и оптическом принципе действия.
Акустические реле, как правило, состоят из датчиков акустических величин имеющих релейный выход, или воздействующие на релейные элементы.
В акустических реле механического действия прогиб мембраны пропорционален действующему на нее давлению. При достижении заданной величины давления замыкается контакт. Для выделения необходимой частоты колебаний перед мембраной располагается резонатор, настроенный на заданную частоту.
Акустические реле электрического действия состоят из воспринимающего органа в виде микрофона, фильтра, пропускающего только необходимую полосу частот, усилителя и выходного электрического реле.
Акустические реле на тепловом и оптическом принципах действия не нашли практического применения.